# P-Faktor

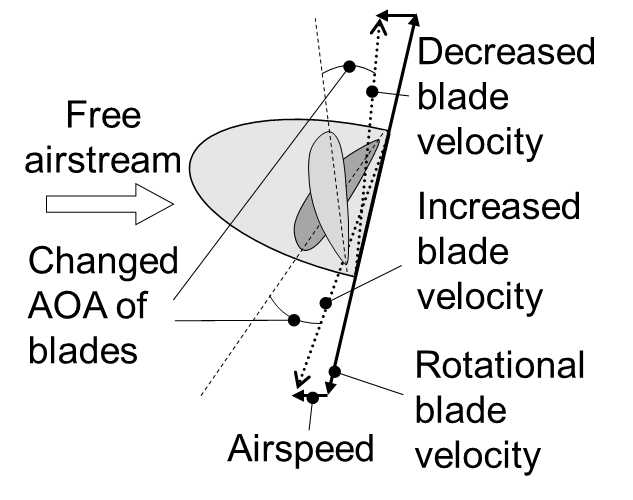
P-Faktor

Der P-Faktor ist ein Effekt an einem sich drehenden Propeller, den ein Luftfahrzeug im Flug mit hohem Anstellwinkel erfährt. Er führt zu einer Verlagerung des Schub-/Vortriebszentrums am Propeller und somit zu einer asymmetrischen Schubverteilung. Abgesehen von weiteren Einflüssen, etwa Seitenwinden, erfolgt die Verlagerung des Schub-/Vortriebszentrums auf einer horizontalen Gerade, die durch die Nabe der Luftschraube verläuft.
Dem P-Faktor wird partiell durch Verwendung eines Motorzuges entgegengewirkt.

## Ursachen
In normaler Fluglage befindet sich die Rotationsebene der Propellerblätter einer Luftschraube im rechten Winkel zur anströmenden Luft, also zum „Airspeed“-Vektor. In diesem Zustand ist daher sowohl der relative Anstellwinkel der Blätter im Bezug auf die Luft, die durch die Propellerebene strömt, während des gesamten Umlaufes weitestgehend gleich, als auch die relative Geschwindigkeit der Blattspitzen. Daraus resultiert eine Zugkraft in genauer Ausrichtung der Drehachse (= Propellerwelle), deren Vektor auch im Mittelpunkt der Kreisfläche, also an der Nabe angreift. 
Sobald sich das Flugzeug in Flugzuständen mit erhöhtem Anstellwinkel befindet, zeigt auch die Drehachse des oder der Propeller nach oben, und weicht somit vom Anströmwinkel der Luft ab. Die Propellerebene wird nicht mehr lotrecht durchströmt, sondern ist in Bezug auf den Luftstrom nach hinten geneigt. Durch diese Neigung überlagern sich die schräge Anströmungskomponente und die Umfangsgeschwindigkeit der Propellerblätter in der linken und rechten Hälfte der Kreisebene unterschiedlich; das jeweils abwärts laufende Blatt hat eine höhere Geschwindigkeit relativ zur Luft als das gegenüber aufwärts laufende, dieses hat analog eine verringerte Relativgeschwindigkeit zur Luft. Ebenso addiert oder subtrahiert sich der Betrag des Winkels der schrägen Anströmung zu dem vorgegebenen Anstellwinkel (der „Steigung“) der Luftschraubenblätter. Das aufwärts laufende Blatt hat in diesem Segment einen geringeren Anstellwinkel, das abwärts laufende einen größeren. Die Blätter, die gerade die obere oder untere Position durchlaufen, weisen keine solche Veränderung bezüglich ihrer Schuberzeugung auf.
Da der Auftrieb bzw. der erzeugte Vortrieb eines jeden Luftschraubenblattes proportional abhängig von seiner momentanen relativen Geschwindigkeit und seines Anstellwinkels an bestimmten Punkten während des Umlaufes ist, entstehen durch die Aufwärts-Neigung und die dadurch verursachte schräge Durchströmung voneinander abweichende Verhältnisse im linken und rechten Teil der Kreisebene und führen so zu einer Asymmetrie.

## Auswirkungen

### Einmotorige Flugzeuge
Bei einem in Flugrichtung gesehen im Uhrzeigersinn („rechts“) drehenden Propeller wandert bei zunehmendem Anstellwinkel (und damit höherer Längsneigung und schrägerer Durchströmung) der Kraftangriffspunkt aus der Mitte (von der Propellerwelle weg) horizontal nach rechts. Dadurch wird ein Giermoment des gesamten Flugzeuges um die Hochachse nach links erzeugt. Dies kann aber durch Gegensteuern mit dem Seitenruder kompensiert werden. Der Effekt ist also zum Beispiel auch bei einem rollenden Spornradflugzeug erkennbar. Flugzeuge mit einem derartigen Fahrwerk haben im Bodenbetrieb charakteristisch einen höheren Anstellwinkel als solche mit Bugradfahrwerk.

### Zweimotorige Flugzeuge
Bei zweimotorigen Flugzeugen, deren Luftschrauben denselben Drehsinn aufweisen, entfernt sich bei dem Motor, dessen sich abwärts bewegendes Blatt dem Tragflächenende der entsprechenden Seite zugewandt ist, das Vortriebszentrum vom Rumpf weg, während es sich bei dem Motor auf der anderen Seite zum Rumpf hin verlagert. Letzteres ist somit das „kritische“ Triebwerk, da es bei einem Ausfall ein stärkeres Gegensteuern erfordert. Im Normalflug haben beide Triebwerke denselben Hebelarm um die Hochachse. Während sich also der Hebelarm beim kritischen Triebwerk verkleinert, vergrößert er sich beim anderen Triebwerk.
Bei zweimotorigen Flugzeugen mit entgegengesetztem Drehsinn der Motoren kompensieren sich die Schubzentrumsverlagerungen. Es empfiehlt sich dann, den Drehsinn so zu wählen, dass die dem Rumpf zugewandten Blätter abwärts laufen. So verbleibt bei einem Ausfall immer ein Triebwerk, das mit verringertem Hebelarm arbeitet.

### Allgemein
Aufgrund der direkten Proportionalität des P-Faktors zur Motorleistung sind die negativen Beeinflussungen im Landeanflug beim Ausschweben (englisch flare) mit hohem Anstellwinkel kurz vor dem Aufsetzen vernachlässigbar gering. Der P-Faktor ist in Bezug auf seine Auswirkungsstärke theoretisch existent, unterliegt aber in der Praxis dem stärkeren, vom verdrehten Propellerstrahl erzeugten Korkenziehereffekt.